# Rio Antoninha
 (novembre 2016).
Si vous disposez d'ouvrages ou d'articles de référence ou si vous connaissez des sites web de qualité traitant du thème abordé ici, merci de compléter l'article en donnant les références utiles à sa vérifiabilité et en les liant à la section « Notes et références ».
 (novembre 2016).
Le rio Antoninha est une rivière brésilienne de l'intérieur de l'État de Santa Catarina, et appartient au bassin hydrographique de l'Uruguay.

## Géographie
Il naît sur le territoire de la municipalité de São Joaquim, à 6 km au nord de la ville. Il parcourt alors une cinquantaine de kilomètres vers l'ouest avant de se jeter dans le rio Lava-Tudo, à la frontière des municipalités São Joaquim et Lages.

## Voir aussi

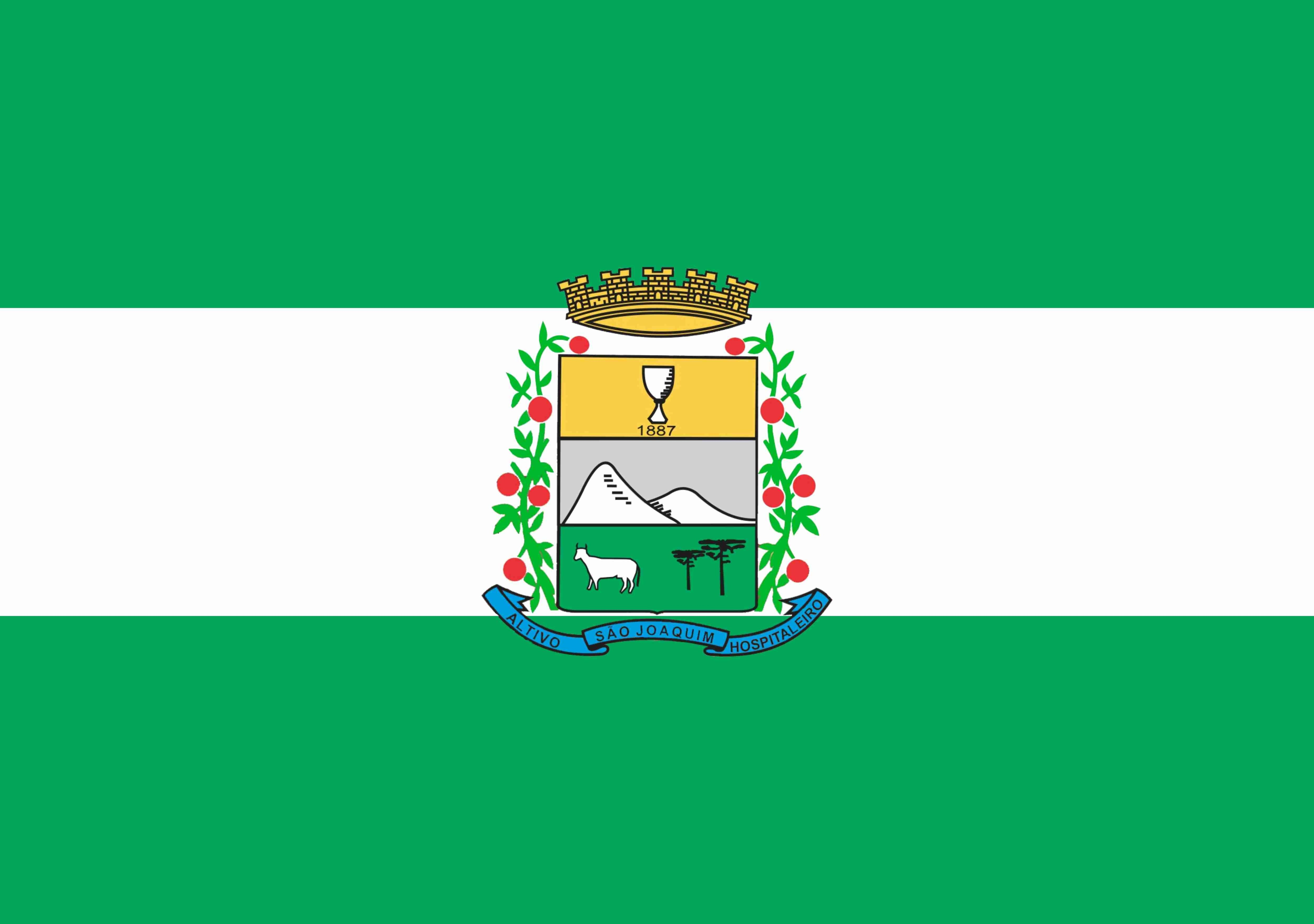
São Joaquim